# Pemba
Pemba (arabisch الجزيرة الخضراء al-Dschazira al-Chadra', DMG al-Ǧazīra al-ḫaḍrāʾ ‚die grüne Insel‘; römische Bezeichnung der Insel in der Antike: Pyralax) ist mit 984 km² (Nord-Süd-Ausdehnung 67 km; Ost-West-Ausdehnung bis zu 22 km) und ca. 410.000 Einwohnern die zweitgrößte Insel des ostafrikanischen Sansibar-Archipels. Gemeinsam mit der 50 km südlich gelegenen Insel Unguja und zahlreichen kleinen Nebeninseln bildet Pemba den halbautonomen Teilstaat Sansibar in Tansania.

## Geographie
Im Vergleich zur Nachbarinsel Unguja (Insel Sansibar) ist Pemba fruchtbarer und auch hügeliger. Pemba besitzt diverse kleinere vorgelagerte Inseln (siehe Sansibar-Archipel), von denen einige besiedelt sind, und eine Reihe von tlw. nur schwer zugänglichen Badestränden (bei ansonsten starkem Mangrovenbewuchs bzw. Korallenfelsküste). Hauptorte sind Chake-Chake (Flughafen), Wete (Parlamentsgebäude), Mkoani (Fährhafen), Kengeja, Micheweni und Konde.

## Bevölkerung

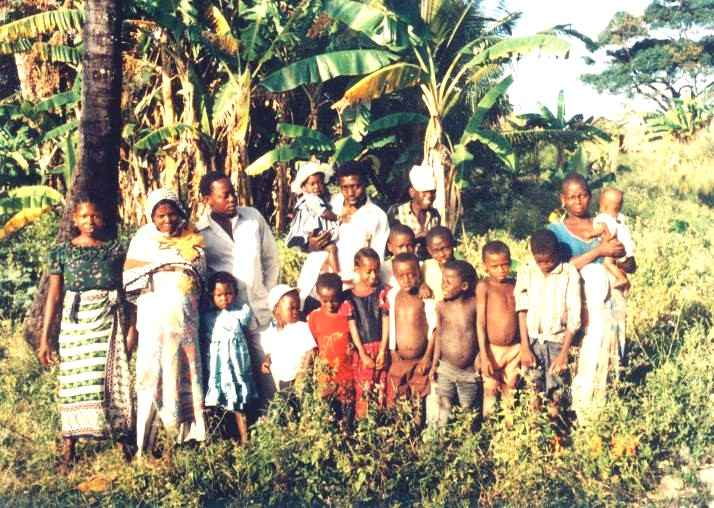
Kinder auf Pemba

Zu über 95 % sind die Einwohner Pembas Muslime, u. a. vom Volk der Schirazi. Aufgrund weitgehend fehlender Sozialsysteme ist der familiäre Verbund und die Absicherung für das Alter durch Kinder sehr wichtig. Die Kinder müssen auf dem Lande schon früh in Haushalt und bei der Landwirtschaft mithelfen.

## Geschichte

Flagge von Pemba, 1964

Den Großteil der Geschichte teilt Pemba das Schicksal seines Nachbarn Sansibar.

## Politik
Pemba gehört politisch zum halbautonomen Teilstaat Sansibar der Vereinigten Republik Tansania. Seit Anfang der 1990er Jahre hat sich auf Pemba eine starke politische Oppositionsbewegung (Civic United Front – CUF) gegen die frühere Einheitspartei CCM (Chama Cha Mapinduzi) entwickelt.
Die Regierung der Republik Sansibar ruft neuerdings zu erhöhtem Umweltbewusstsein auf. Das Fischen mit Gift oder Sprengstoff soll ganz unterbunden werden, die Kinder werden über nachhaltige Anbaumethoden von Feldfrüchten unterrichtet. Stellen aus dem Koran untermauern die neue grüne Bewegung.

## Wirtschaft

### Landwirtschaft

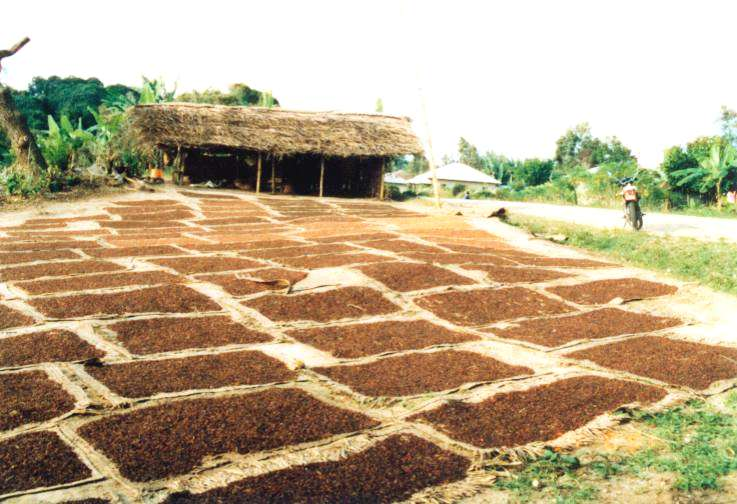
Gewürznelken werden in der Sonne getrocknet

Angebaut werden vor allem Gewürznelken, aber auch Kokosnüsse, Reis, Muskatnüsse, Bananen, Zuckerrohr, Mango, Jackfrucht, Papaya, Ananas, Bungo, Okra, Tomate, Pfeffer und Cassava.
Während der mehrmonatigen Nelkenerntesaison werden an vielen Stellen auf der Insel Matten ausgelegt, auf denen die Gewürznelken (Swahili: karafuu) mehrere Tage zum Trocknen ausgelegt werden. Die Nelkenernte zog früher jedes Jahr Wanderarbeiter vom Festland an; die Erntearbeiten sind gefährlich, da die noch nicht aufgeblühten Blütenstämme vom sehr hohen Nelkenbaum per Hand gepflückt werden müssen. Der Verfall der Weltmarktpreise für Nelken lässt jedoch nur noch geringe Lohnzahlungen zu, so dass heute im Bedarfsfall meist lokale Arbeiter beschäftigt werden.

### Industrie und Infrastruktur
Nennenswerte Industriebetriebe finden sich keine auf der Insel. Aufgrund des tiefen Seegrabens zwischen Pemba und Sansibar sowie dem Festland konnte Pemba bis 2010 nicht mit Strom von außerhalb versorgt werden. Es gab daher in Wesha bei Chake-Chake ein eigenes Ölkraftwerk, welches jedoch nicht die ganze Insel versorgen konnte. Häufige Stromausfälle waren damals an der Tagesordnung beziehungsweise wurde jeweils im Wechsel nur ein Teil der Insel mit Strom versorgt. Am 3. Juni 2010 wurde ein 36 kV-Unterseestromkabel (78 km Länge, Tiefe bis 850 m) freigeschaltet, mit welchem nun die Insel weitgehend verlässlich mit Strom vom Festland aus Tanga versorgt wird.
Es bestehen Fährverbindungen zum Terminal in Dar es Salaam.

### Bodenschätze
Schon seit Längerem sind Ölvorkommen bei Tundaua an der Westküste bekannt (Tundaua oil seep). 2010 wurden Lizenzen für die Onshore- und Offshore-Exploration von Öl und Gas vergeben.

### Tourismus
Touristisch ist Pemba trotz seiner vielfältigen landschaftlichen Reize und inzwischen relativ gutem Straßennetz im Gegensatz zu Sansibar bislang nur wenig entwickelt. Es gibt an einigen Stränden meist hochpreisige Hotels, die in der Regel nur mit arrangiertem Transport oder einem Mietwagen zu erreichen sind; in den Orten Chake-Chake, Wete und Mkoani finden sich jeweils mehrere Hotels bzw. Gästehäuser verschiedener Kategorien.
Zur Förderung des Tourismus gibt das Department of Surveys and Mapping in Chake-Chake mit Unterstützung der Beuth Hochschule für Technik Berlin seit 1992 eine Karte mit einem detaillierten Reiseführer und Stadtplänen heraus.

## Sonstiges
Nach Pemba ist im Februar 2020 die Straße Pembabogen im Berliner Bezirk Spandau benannt worden.